# Zoom (film 2016 India)
Zoom è un film del 2016, diretto da Prashanth Raj.

## Trama
Nayana è una donna semplice, che crede nel duro lavoro, mentre Santhosh è esattamente il contrario. Entrambi sono i direttori creativi di un'agenzia pubblicitaria e si innamorano l'uno dell'altra.

## Colonna sonora
1. Puneeth Rajkumar – Raja Di Raja – 3:53
2. Deepak – Kunniyuva – 4:45
3. Megha – Naina – 3:38
4. Sanjana, Nivas – Pistol Bawa – 3:35
5. Srimurali, Radhika Pandit – Hey Diwana – 3:36